# 10924 Mariagriffin
10924 Mariagriffin (1998 BU25) là một tiểu hành tinh vành đai chính được phát hiện ngày 29 tháng 1 năm 1998 bởi I. P. Griffin ở Cocoa. The asteroidđược đặt tên theo tên của his wife, Maria Griffin.